# Aufbaugymnasium Nagold

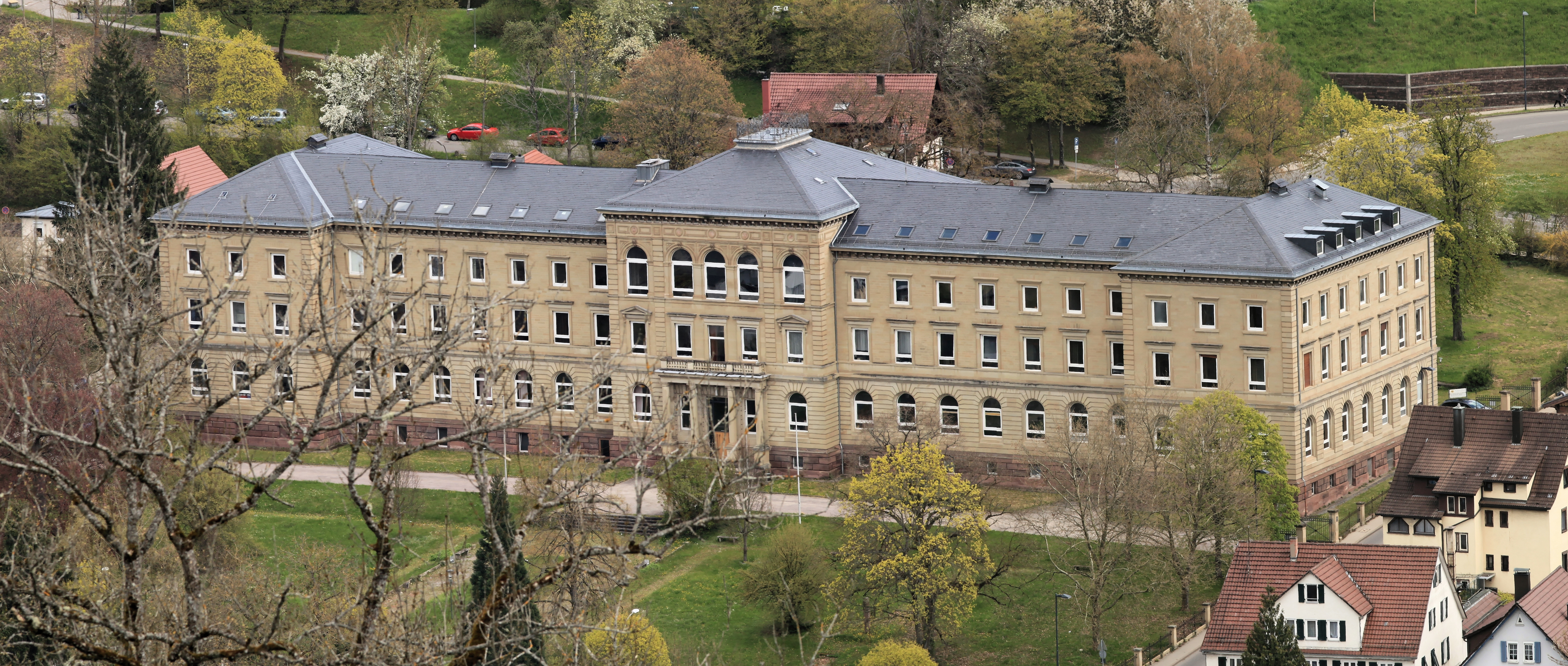
Das ehemalige Schulgebäude in der Langen Straße

Das Aufbaugymnasium Nagold war von 1956 bis 1991 eine höhere Schule in Nagold im Landkreis Calw. Das denkmalgeschützte Schulgebäude wurde von 1878 bis 1881 als Lehrerbildungsanstalt erbaut und dient heute Wohnzwecken.

## Geschichte
Ende der 1870er Jahre beschloss die württembergische Regierung zur Behebung des Lehrermangels im Land die Einrichtung eines staatlichen Lehrerseminars. Es war das vierte seiner Art nach den älteren Einrichtungen in Esslingen, Nürtingen und Künzelsau. Die Stadt Nagold, die sich als Standort bewarb, setzte sich unter anderem gegen die Konkurrenten Calw und Herrenberg durch. Unweit des Bahnhofs entstand in den Jahren 1878 bis 1881 auf einer Terrasse über der Nagold ein imposantes Schulgebäude nach Plänen des Stuttgarter Oberbaurats Karl von Sauter. Der Bau im Stil der italienischen Neorenaissance hat eine 93 Meter breite Hauptfront mit einer Verkleidung aus Hochdorfer Lettenkohlensandstein. Zum Schulkomplex gehörten ein großzügiger Garten mit Turn- und Spielplatz sowie eine Turnhalle. Finanziert wurde der Bau aus den französischen Reparationszahlungen nach dem Deutsch-Französischen Krieg.
Der Schulbetrieb wurde schon im Frühjahr 1880 provisorisch aufgenommen. Am 8. Juni 1881 fand die feierliche Einweihung statt. Erster Schulleiter wurde Julius Brügel (1881–1903, später Leiter des Lehrerseminars in Esslingen). Eine Präparandenanstalt in einem eigenen, zunächst von der Stadt Nagold angemieteten Gebäude, bereitete bis 1911 Zöglinge auf den Besuch des Lehrerseminars vor. Von 1882 bis 1938 bestand außerdem eine Seminar-Übungsschule, in der die Seminaristen ihr erlerntes Wissen praktisch umsetzen konnten.
1938 wurde das Lehrerseminar geschlossen. 1938/39 war im Schulgebäude eine Aufbauschule für Jungen untergebracht. Die Schüler wurden jedoch nach Kriegsausbruch auf die anderen württembergischen Aufbauschulen verteilt und im Schulgebäude ein Lazarett eingerichtet.
Nach dem Zweiten Weltkrieg errichtete das Kulturministerium für Südwürttemberg-Hohenzollern mit Zustimmung der französischen Militärregierung vier neue Lehreroberschulen in Nagold, Saulgau, Schwenningen und Ochsenhausen. Die Einrichtung in Nagold, die im Herbst 1947 den Betrieb aufnahm, knüpfte an die frühere Tradition der württembergischen Lehrerausbildung an. Aufgabe war die Vermittlung der notwendigen Allgemeinbildung für angehende Grund- und Hauptschullehrer. Die Absolventen der Lehreroberschule besuchten anschließend ein Pädagogisches Institut bzw. die Pädagogische Hochschule und erhielten dort die lehrerspezifische Ausbildung.
Mit dem 1. April 1956 wurde die Lehreroberschule in ein Staatliches Aufbaugymnasium umgewandelt, in das Schüler der 7. und 8. Jahrgangsstufe aus Volks-, Mittel- und höheren Schulen nach einer Aufnahmeprüfung eintreten konnten. Das Aufbaugymnasium war mit einem Internat verbunden. 1962 fanden die ersten Abiturprüfungen statt. 1991 wurde die Schule von der Landesregierung geschlossen.
In das frühere Schulgebäude zog 1991 ein Ausbildungszentrum der Straßenbauverwaltung ein. Nach der Zusammenlegung der Ausbildung am Standort Rötenbachtal, gab es verschiedene Projekte zur Entwicklung des Baus. Das Land veräußerte die Immobilie schließlich an einen Investor, der das Schulgebäude zu Wohnzwecken umbauen ließ.